# Santuario della Madonna dell'Olio (Blufi)
Il santuario della Madonna dell'Olio è un santuario che sorge nel territorio del Comune di Blufi a 660 m s.l.m.; dista 1 km dal paese e 100 km da Palermo.

## Storia
L'esistenza di una chiesetta nel luogo dell'odierno santuario è testimoniata sin dall'epoca medievale. Le pietre che stanno all'orlo della predella dell'altare sarebbero del sec. XII, mentre la piccola campana reca incisa la data del 1135.
In un manoscritto del 1832 così si legge del santuario: "è fuor di dubbio che quel Santuario è soggetto al Rev.mo Arciprete di Petralia Soprana, che la Chiesa nell'ottavo secolo fu costruita dai fedeli sparsi nell'economie di quelle vicine campagne, e riedificata dalla pietà del clerico D. Francesco Ferrara di detta Petralia nel 1762".
La denominazione "Madonna dell'Olio" potrebbe derivare dalla vicina sorgente di olio minerale, utilizzato come rimedio per alcune malattie cutanee, ma non si esclude che possa alludere alla presenza di oliveti nella zona in tempi antichi, che avrebbero dato il nome anche al torrente Oliva che lambisce il colle del santuario confluendo poi nel fiume Imera Meridionale in una località chiamata "Oliva" o "Giardini d'Oliva".

### L'olio della Madonna
A poche centinaia di metri dal santuario è situata una sorgente di olio minerale scavata nella roccia. Di questa sorgente si fa menzione sin dall'età classica: Aristotele nel "Meteorologicorum" parla di un liquido salato e acidulo, usato come aceto, che sgorga nel "Sicanico agro".
Una leggenda racconta della presenza nei pressi del santuario di una sorgente di olio commestibile che poi sarebbe stato mutato nell'olio attuale perché ne veniva attinto più del necessario. Un cambiamento di ubicazione della sorgente sarebbe avvenuto nel secolo XIX, a causa dell'esaurimento della prima sorgente, più vicina alla chiesa.
L'olio di questa sorgente, chiamato comunemente "Olio della Madonna" è usato come rimedio per alcune malattie della pelle e come vermifugo.

## Descrizione
La chiesa attuale è d'impianto settecentesco. L'elegante facciata è stata stravolta dalla demolizione in tempi recenti del campanile a vela che la sovrastava e dalla costruzione di un anacronistico campanile in cemento armato.
L'interno è a navata unica; la volta e le colonne che sorreggono l'arco principale sono decorate con stucchi che riproducono motivi ornamentali e floreali. 
L'altare maggiore custodisce la statua della Madonna, in legno dipinto, opera dello scultore gangitano Filippo Quattrocchi (1734-1818), recentemente (2006) riportata ai colori originali dal restauratore Cataldo Zaffora.
Il primo altare di sinistra custodisce la statua di san Giuseppe, in legno dipinto, eseguita da autore anonimo nel 1838.